# Arts Council of Ireland
The Arts Council of Ireland (Chomhairle Ealaíon na hÉireann på irsk) er et statsstøttet organ i Irland, der støtter kunst i Irland. Det blev grundlagt i 1951 og bliver ledet af et råd (Council) på 13 personer med Olive Braiden som formand (tiltrådt 14. august 2003). Det står for udstedelsen af forskellige tilladelser og finansierer desuden kunstrelaterede tiltag. Det finansierer også kunstnersammenslutningen Aosdána.